# Chuckwalla
Sauromalus ater
Espèce
Synonymes
- Euphryne obesus Baird, 1859
- Sauromalus obesus (Baird, 1859)
- Sauromalus interbrachialis Dickerson, 1919
- Sauromalus townsendi Dickerson, 1919
- Sauromalus australis Shaw, 1945
- Sauromalus shawi Cliff, 1958
- Sauromalus obesus multiforminatus Tanner & Avery, 1964

Statut de conservation UICN

 LC  : Préoccupation mineure
Sauromalus ater, le Chuckwalla, est une espèce de sauriens de la famille des Iguanidae.

## Répartition

Distribution de Sauromalus ater

Cette espèce se rencontre aux États-Unis en Californie, au Nevada, en Utah, en Arizona et au Mexique en Basse-Californie, en Basse-Californie du Sud et au Sonora.

## Habitat
Le chuckwalla fréquente les escarpements rocheux des déserts des Mojaves, de Sonora et du Grand Bassin des États-Unis et des îles de la péninsule de Basse-Californie.

## Description

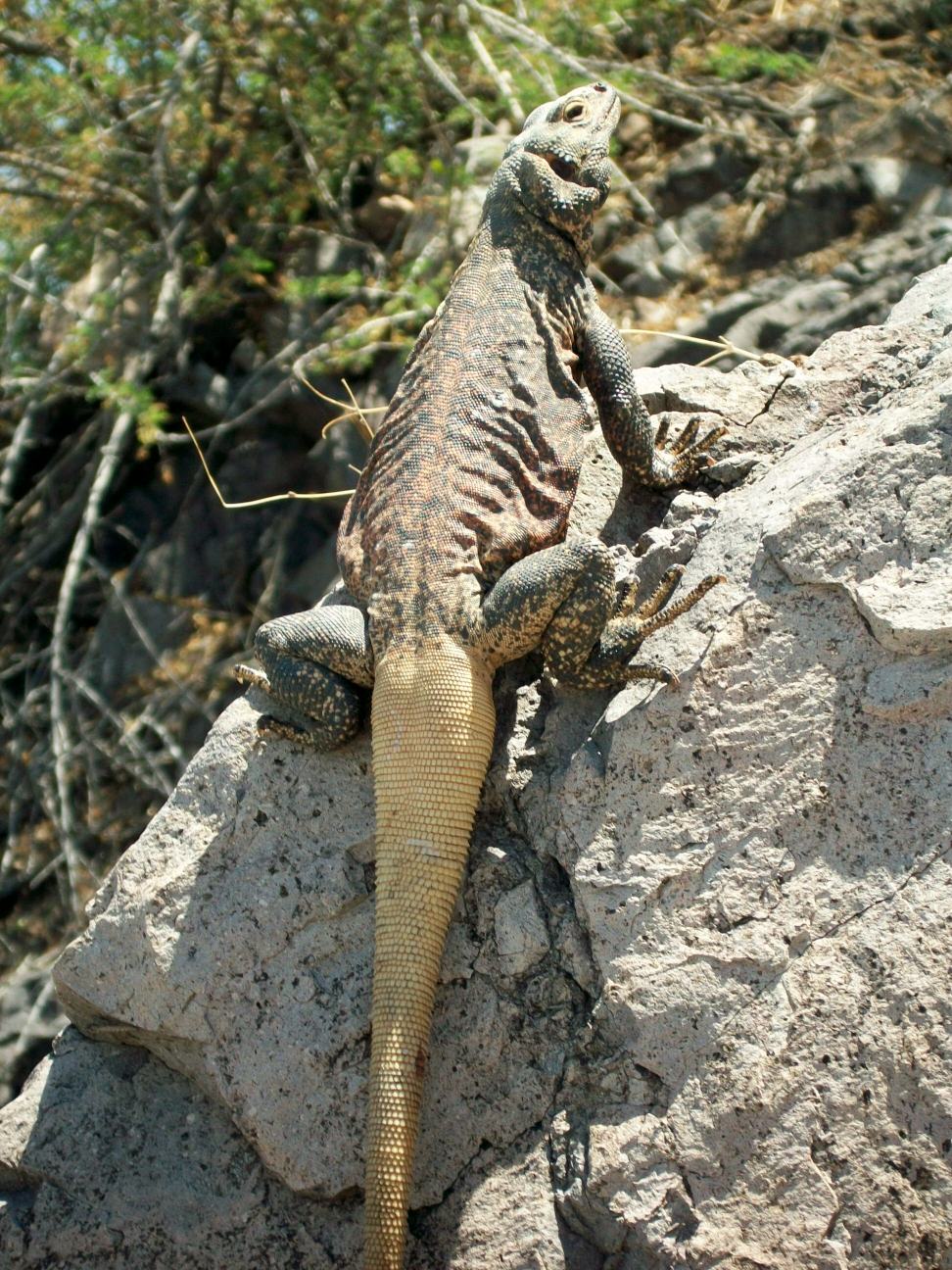
Sauromalus ater mâle

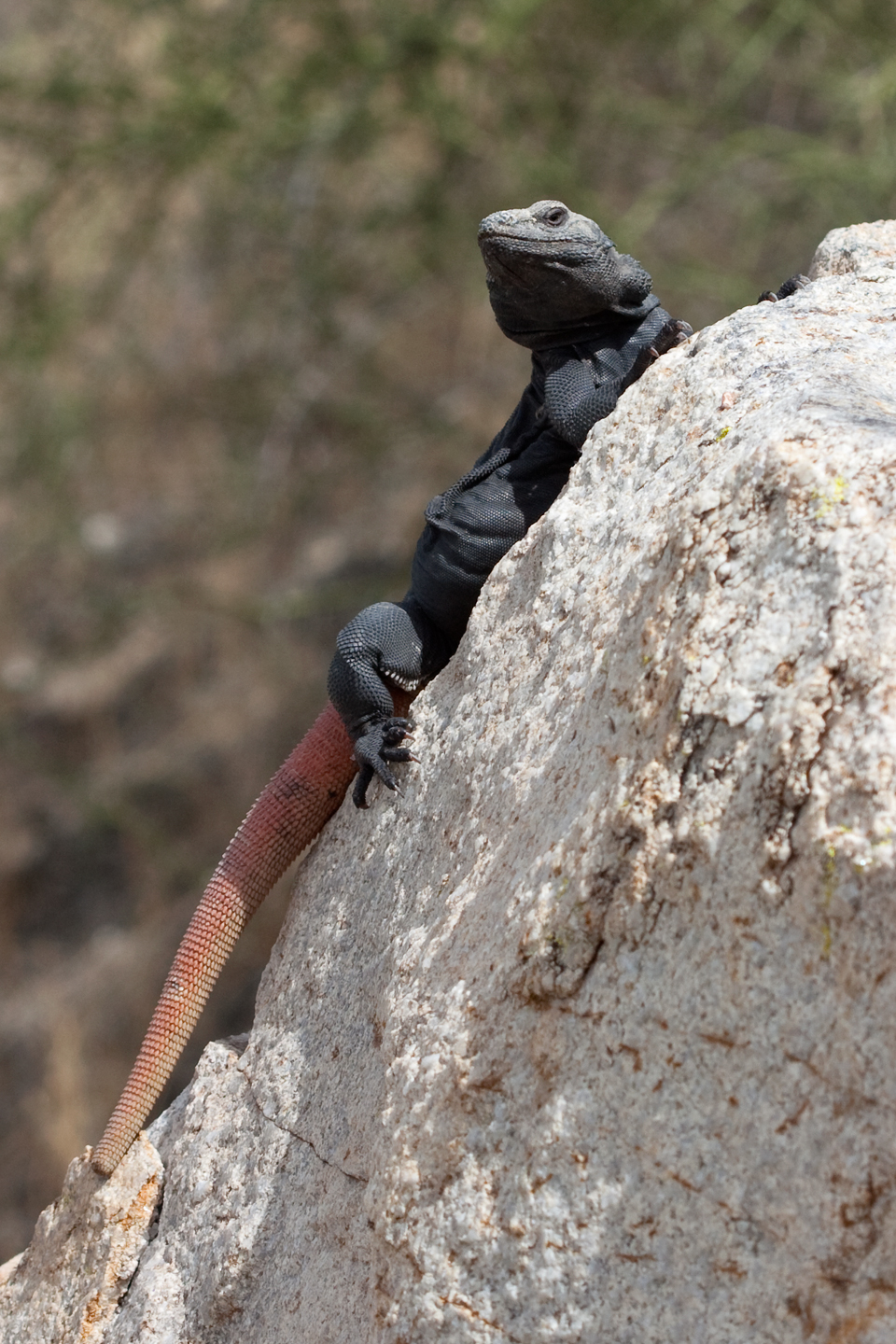
Sauromalus ater

Le chuckwalla est un grand iguane massif, d'une taille comprise entre 30 et 50 cm et pouvant peser jusqu'à 9 kg. Son corps est couvert de petites écailles granulaires et présente des plis de peau autour du cou et des épaules. La queue, épaisse, arrondie et émoussée, est aussi longue que le reste du corps.
Les mâles ont la tête, les membres antérieurs et l'avant du tronc noirs. Leur corps, rougeâtre, peut être grisâtre ou jaunâtre vers l'arrière. Les femelles sont habituellement beaucoup plus ternes, mais leur corps, grisâtre ou brunâtre, présente quelques motifs jaunes. Le corps des jeunes est marqué de bandes foncées sur fond jaune.

## Alimentation
Les chuckwallas se distinguent de la majorité des lézards en étant principalement végétariens : ils se nourrissent de bourgeons, feuilles, fleurs et fruits. Occasionnellement, ils mangent des insectes, notamment les jeunes.

## Éthologie
Ce lézard diurne vit en petites colonies dirigées par un mâle dominant. Il émerge le matin et commence par se chauffer au soleil jusqu'à ce que sa température corporelle atteigne 38 °C. Il commence alors à rechercher la nourriture.
En cas de danger, selon une stratégie analogue à celle des lézards à collier du genre Crotaphytus, il s'insinue dans une crevasse, se gonfle d'air et devient alors quasiment impossible à déloger. Il peut également abandonner sa queue après autotomie.

## Reproduction
La période de reproduction s'étend de mai à juin. Les femelles ne pondent que tous les deux ans de cinq à dix œufs, entre juin et août. Les jeunes, mesurant quelque 10 cm, naissent après deux mois d'incubation. La maturité sexuelle n'est atteinte que vers l'âge de trois ans (pour une longévité de 25 ans).

## Liste des sous-espèces
Selon The Reptile Database (3 décembre 2012) :
- Sauromalus ater ater Duméril, 1856
- Sauromalus ater multiforminatus Tanner & Avery, 1964
- Sauromalus ater shawi Cliff, 1958
- Sauromalus ater townsendi Dickerson, 1919
- Sauromalus ater tumidus Shaw, 1945

## Publications originales
- Cliff, 1958 : A new species of Sauromalus from Mexico. Copeia, vol. 1958, n. 4, p. 259-161.
- Dickerson, 1919 : Diagnoses of twenty-three new species and a new genus of lizards from Lower California. Bulletin of the American Museum of Natural History, vol. 41, n. 10, p. 461-477 (texte intégral).
- Duméril, 1856 : Description des reptiles nouveaux ou imparfaitement connus de la collection du Muséum d'Histoire Naturelle, et remarques sur la classification et les charactéres des reptiles. Archives du Muséum d'Histoire Naturelle, Paris, vol. 8, p. 438-588 (texte intégral).
- Shaw, 1945 : The chuckwallas, Genus Sauromalus. Transactions of the San Diego Society of Natural History, vol. 10, n. 15, p. 269-306 (texte intégral).
- Tanner & Avery, 1964 : A new Sauromalus obesus from the upper Colorado Basin of Utah. Herpetologica, vol. 20, n. 1, p. 38-42.